# 영희 (후한)
영희(永憙, 또는 영가[永嘉] 또는 영희[永熹])는 중국 후한(後漢) 충제(沖帝)의 연호이다. 145년 한해 동안 사용하였다. 1월에 충제의 뒤를 이어 즉위한 질제(質帝)가 남은 11개월 동안 이어서 사용하였으며, 146년에 개원하였다.
《후한서(後漢書)》에는 영가(永嘉)로 나타나며, 영희(永憙), 영희(永熹)로 표기되기도 한다. 청나라 때 전대흔(錢大昕), 혜동(惠棟) 등이 고증을 통해 영희(永憙)가 올바른 것임을 밝혀냈다.

## 개원
영희(永憙) 원년 1월 1일(145년 2월 10일)에 연호를 영희(永憙)로 개원함.

## 연대대조표
| 영희                | 원년       |
| 서력                | 145년      |
| 육십간지 (六十干支) | 을유(乙酉) |

## 같이 보기
- 중국의 연호